# 第94回全国高等学校ラグビーフットボール大会
第94回全国高等学校ラグビーフットボール大会は、2014年（平成26年）12月27日から2015年（平成27年）1月7日まで近鉄花園ラグビー場と東大阪市多目的広場にて行われた全国高校ラグビー大会である。平成26年度全国高等学校総合体育大会を兼ねて開催。

## 概要
開会式での選手宣誓は中標津主将竹崎僚太が務めた。なお今年度から開会式の花園出場校行進のプラカード担当は梅花高校の生徒から出場各校からの選抜に変更となった。

### 日程
- 12月6日、組み合わせ抽選会[1]
- 12月27日、開会式（第1グラウンド）、1回戦[3]
- 12月28日、1回戦[3]
- 12月30日、2回戦[3]
- 1月1日、3回戦[3]
- 1月3日、準々決勝[3]
- 1月5日、準決勝[3]
- 1月7日、決勝、閉会式[3]

## 出場校
※シード校については、校名の後ろに(A)、(B)と記載。
北海道
- 北北海道代表 - 中標津（8年ぶり7回目）
- 南北海道代表 - 札幌山の手（15年連続15回目）

東北
- 青森県代表 - 青森北（4年連続16回目）
- 岩手県代表 - 黒沢尻北（3年連続5回目）
- 宮城県代表 - 仙台育英（19年連続21回目）
- 秋田県代表 - 秋田中央（3年ぶり9回目）
- 山形県代表 - 山形中央（17年連続23回目）
- 福島県代表 - 松韻学園福島[4]（初出場）

関東
- 茨城県代表 - 茗溪学園（3年連続20回目）(B)
- 栃木県代表 - 國學院栃木（15年連続20回目）(A)
- 群馬県代表 - 明和県央（2年連続5回目）
- 埼玉県代表 - 深谷（2年ぶり7回目）
- 千葉県代表 - 流通経済大柏（20年連続22回目）(B)
- 東京都第一代表 - 國學院久我山（2年ぶり39回目）(B)
- 東京都第二代表 - 東京（4年連続11回目）
- 神奈川県代表 - 慶應義塾（4年ぶり34回目）(B)
- 山梨県代表 - 日川（9年連続44回目）

北信越
- 新潟県代表 - 新潟工（11年連続39回目）
- 長野県代表 - 岡谷工（3年連続27回目）
- 富山県代表 - 高岡第一（初出場）
- 石川県代表 - 日本航空石川（10年連続10回目）
- 福井県代表 - 若狭東（2年ぶり27回目）

東海
- 静岡県代表 - 静岡聖光学院（4年ぶり3回目）
- 愛知県代表 - 春日丘（2年連続4回目） (B)
- 岐阜県代表 - 関商工（4年連続35回目）
- 三重県代表 - 朝明（3年連続5回目）

近畿
- 滋賀県代表 - 光泉（4年連続6回目）
- 京都府代表 - 京都成章（3年ぶり7回目）(B)
- 大阪府第一代表 - 大阪朝鮮（6年連続9回目）(B)
- 大阪府第二代表 - 東海大仰星（2年連続15回目）(A)
- 大阪府第三代表 - 大阪桐蔭（3年連続9回目）(B)
- 兵庫県代表 - 報徳学園（3年連続42回目）
- 奈良県代表 - 御所実（2年ぶり9回目）(B)
- 和歌山県代表 - 近大和歌山（初出場）

中国
- 鳥取県代表 - 倉吉北（2年連続2回目）
- 島根県代表 - 石見智翠館（24年連続24回目）
- 岡山県代表 - 津山工（5年ぶり23回目）
- 広島県代表 - 尾道（8年連続9回目）(B)
- 山口県代表 - 萩商工（2年ぶり20回目）

四国
- 徳島県代表 - 徳島科学技術（38年ぶり4回目[5]）
- 香川県代表 - 高松北（4年ぶり9回目）
- 愛媛県代表 - 北条（3年ぶり4回目）
- 高知県代表 - 土佐塾（3年連続14回目）

九州・沖縄
- 福岡県代表 - 東福岡（15年連続25回目）(A)
- 佐賀県代表 - 佐賀工（33年連続43回目）
- 長崎県代表 - 長崎北陽台（3年ぶり14回目）
- 熊本県代表 - 荒尾（2年ぶり7回目）
- 大分県代表 - 大分舞鶴（29年連続53回目）
- 宮崎県代表 - 高鍋（4年連続22回目）
- 鹿児島県代表 - 鹿児島実（2年ぶり15回目）
- 沖縄県代表 - コザ（2年ぶり13回目）

## 試合結果
- 時刻はすべて日本標準時 (UTC+9)
- 括弧内は前半終了時のスコアを示す。
- 太字は勝利校を示す。

### 1回戦
| 2014年12月27日 12:30 | 北条         | 7-43  | (7−17)  | 東京         | 第1グラウンド |
| 2014年12月27日 12:00 | 高松北       | 10-79 | (10−36) | 明和県央     | 第2グラウンド |
| 2014年12月27日 12:00 | 高鍋         | 45-31 | (26−12) | 朝明         | 第3グラウンド |
| 2014年12月27日 13:50 | 萩商工       | 5-46  | (0−26)  | 深谷         | 第1グラウンド |
| 2014年12月27日 13:20 | 徳島科学技術 | 0-40  | (0−14)  | 日本航空石川 | 第3グラウンド |
| 2014年12月27日 14:40 | 光泉         | 26-17 | (14−5)  | 関商工       | 第3グラウンド |
| 2014年12月27日 13:20 | 鹿児島実     | 64-21 | (52−7)  | 松韻学園福島 | 第2グラウンド |
| 2014年12月27日 14:40 | 津山工       | 12-36 | (0−19)  | 中標津       | 第2グラウンド |
| 2014年12月28日 10:00 | コザ         | 63-0  | (31−0)  | 山形中央     | 第2グラウンド |
| 2014年12月28日 11:15 | 倉吉北       | 5-82  | (5−39)  | 静岡聖光学院 | 第1グラウンド |
| 2014年12月28日 10:00 | 佐賀工       | 34-14 | (10−0)  | 札幌山の手   | 第3グラウンド |
| 2014年12月28日 11:20 | 若狭東       | 24-39 | (5−27)  | 秋田中央     | 第2グラウンド |
| 2014年12月28日 11:20 | 近大和歌山   | 12-15 | (0−10)  | 高岡第一     | 第3グラウンド |
| 2014年12月28日 12:35 | 石見智翠館   | 49-17 | (21−12) | 仙台育英     | 第1グラウンド |
| 2014年12月28日 13:55 | 荒尾         | 22-33 | (15−12) | 新潟工       | 第1グラウンド |
| 2014年12月28日 12:40 | 長崎北陽台   | 59-12 | (28−0)  | 岡谷工       | 第2グラウンド |
| 2014年12月28日 12:40 | 報徳学園     | 36-14 | (7−7)   | 日川         | 第3グラウンド |
| 2014年12月28日 14:00 | 土佐塾       | 5-43  | (0−38)  | 黒沢尻北     | 第3グラウンド |
| 2014年12月28日 14:00 | 大分舞鶴     | 43-7  | (29−7)  | 青森北       | 第2グラウンド |

### 2回戦
| 2014年12月30日 15:15 | 東海大仰星   | 31-12  | (12−5)  | 東京         | 第3グラウンド |
| 2014年12月30日 14:00 | 明和県央     | 34-19  | (19−12) | 高鍋         | 第3グラウンド |
| 2014年12月30日 12:45 | 大阪桐蔭     | 34-7   | (24−7)  | 深谷         | 第3グラウンド |
| 2014年12月30日 11:30 | 日本航空石川 | 0-44   | (0−22)  | 國學院久我山 | 第3グラウンド |
| 2014年12月30日 10:15 | 大阪朝鮮     | 44-12  | (17−5)  | 光泉         | 第3グラウンド |
| 2014年12月30日 09:00 | 鹿児島実     | 0-39   | (0−24)  | 茗溪学園     | 第3グラウンド |
| 2014年12月30日 14:30 | 御所実       | 117-7  | (51−7)  | 中標津       | 第1グラウンド |
| 2014年12月30日 14:30 | コザ         | 5-43   | (0−31)  | 慶應義塾     | 第2グラウンド |
| 2014年12月30日 13:15 | 東福岡       | 100-14 | (57−7)  | 静岡聖光学院 | 第2グラウンド |
| 2014年12月30日 12:00 | 佐賀工       | 19-3   | (0−0)   | 秋田中央     | 第2グラウンド |
| 2014年12月30日 10:45 | 尾道         | 59-0   | (33−0)  | 高岡第一     | 第2グラウンド |
| 2014年12月30日 13:15 | 石見智翠館   | 7-10   | (7−0)   | 流通経済大柏 | 第1グラウンド |
| 2014年12月30日 09:30 | 京都成章     | 62-0   | (26−0)  | 新潟工       | 第2グラウンド |
| 2014年12月30日 12:00 | 長崎北陽台   | 17-26  | (5−19)  | 春日丘       | 第1グラウンド |
| 2014年12月30日 10:45 | 報徳学園     | 33-0   | (26−0)  | 黒沢尻北     | 第1グラウンド |
| 2014年12月30日 09:30 | 大分舞鶴     | 31-19  | (12−7)  | 國學院栃木   | 第1グラウンド |

### 3回戦
| 2015年01月01日 10:30 | 東海大仰星 | 55-0  | (22−0) | 明和県央     | 第1グラウンド |
| 2015年01月01日 11:55 | 大阪桐蔭   | 15-17 | (5−7)  | 國學院久我山 | 第1グラウンド |
| 2015年01月01日 13:20 | 大阪朝鮮   | 36-7  | (14−0) | 茗溪学園     | 第1グラウンド |
| 2015年01月01日 14:45 | 御所実     | 19-14 | (7−0)  | 慶應義塾     | 第1グラウンド |
| 2015年01月01日 10:30 | 東福岡     | 58-10 | (17−5) | 佐賀工       | 第3グラウンド |
| 2015年01月01日 11:55 | 尾道       | 19-12 | (12−0) | 流通経済大柏 | 第3グラウンド |
| 2015年01月01日 13:20 | 京都成章   | 29-7  | (10−0) | 春日丘       | 第3グラウンド |
| 2015年01月01日 14:45 | 報徳学園   | 42-5  | (10−5) | 大分舞鶴     | 第3グラウンド |

### 準々決勝
| 2015年01月03日 10:30 | 東海大仰星 | 12-43 | (0−21)  | 東福岡       | 第1グラウンド |
| 2015年01月03日 11:55 | 報徳学園   | 12-22 | (0−12)  | 京都成章     | 第1グラウンド |
| 2015年01月03日 13:20 | 御所実     | 31-19 | (12−12) | 國學院久我山 | 第1グラウンド |
| 2015年01月03日 14:45 | 尾道       | 12-12 | (0−5)   | 大阪朝鮮     | 第1グラウンド |

### 準決勝
| 2015年01月05日 12:45 | 御所実 | 40-14 | (14−0)  | 京都成章 | 第1グラウンド |
| 2015年01月05日 14:15 | 尾道   | 12-40 | (12−12) | 東福岡   | 第1グラウンド |

### 決勝
| 2015年01月07日 14:00 | 御所実                | 5-57 (0-40)                                    | 東福岡                | 第1グラウンド 観客数: 7,200人 レフリー: 塩崎公寿 |
| 2015年01月07日 14:00 | T: 1 G: 0 PG: 0 DG: 0 | 詳細 日本ラグビーフットボール協会 2015年1月7日 | T: 9 G: 6 PG: 0 DG: 0 | 第1グラウンド 観客数: 7,200人 レフリー: 塩崎公寿 |

| 東福岡     |    |                            |                           |                         |
| FW         | 01 | 金子惠一                   |                           |                         |
| FW         | 02 | 竹内嘉章                   | 後半14分                  |                         |
| FW         | 03 | 松本幸志郎                 |                           |                         |
| FW         | 04 | 今村陽良                   |                           |                         |
| FW         | 05 | ウォーカー・アレックス拓也 | 後半22分                  | 前半16'                 |
| FW         | 06 | 古川聖人                   | キャプテン                |                         |
| FW         | 07 | 崔玄祺                     |                           |                         |
| FW         | 08 | 山田真生                   |                           |                         |
| HB         | 09 | 古賀駿汰                   |                           |                         |
| HB         | 10 | 松尾将太郎                 | 前半27分から後半0分の間   |                         |
| TB         | 11 | 岩佐賢人                   |                           |                         |
| TB         | 12 | 永富晨太郎                 | 後半10'                   |                         |
| TB         | 13 | 萩原蓮                     | 前半7' 前半26'            |                         |
| TB         | 14 | 高野蓮                     | 後半17分                  | 前半12' 前半20' 後半16' |
| FB         | 15 | 髙野恭二                   | 前半10'                   |                         |
| リザーブ:  |    |                            |                           |                         |
|            | 16 | 土山勇樹                   |                           |                         |
|            | 17 | 服部綾                     | 後半14分                  |                         |
|            | 18 | 井上皓太                   |                           |                         |
|            | 19 | 平川望                     | 後半22分                  |                         |
|            | 20 | 藤田達成                   |                           |                         |
|            | 21 | 武末直輝                   |                           |                         |
|            | 22 | 佐竹克基                   |                           |                         |
|            | 23 | 石原武                     |                           |                         |
|            | 24 | 山懸翔                     | 前半27分 後半0分 後半17分 | 後半28'                 |
|            | 25 | 安藤広晃                   |                           |                         |
|            |    |                            |                           |                         |
| 監督       |    |                            |                           |                         |
| 藤田雄一郎 |    |                            |                           |                         |

※赤字は、優勝校もしくは得点が高いことを示す。また、脚注の( )内の分数はキックの成功率、[ ]内の自然数は当該選手の背番号を示す。

## 記録
- 東福岡が3度目の100点試合での勝利を記録。これまで2度で並んでいた常翔学園、西陵を抜いて史上最多回数。
- 決勝戦で57得点は歴代最多。また決勝戦で52得点差も、従来の41得点差を大幅に塗り替えて最大得点差記録となった。